# 京阪山科站
京阪山科站（日语：／ Keihan-Yamashina eki */?）是位于日本京都府京都市山科区，屬於京阪电气铁道京津线的停留場。

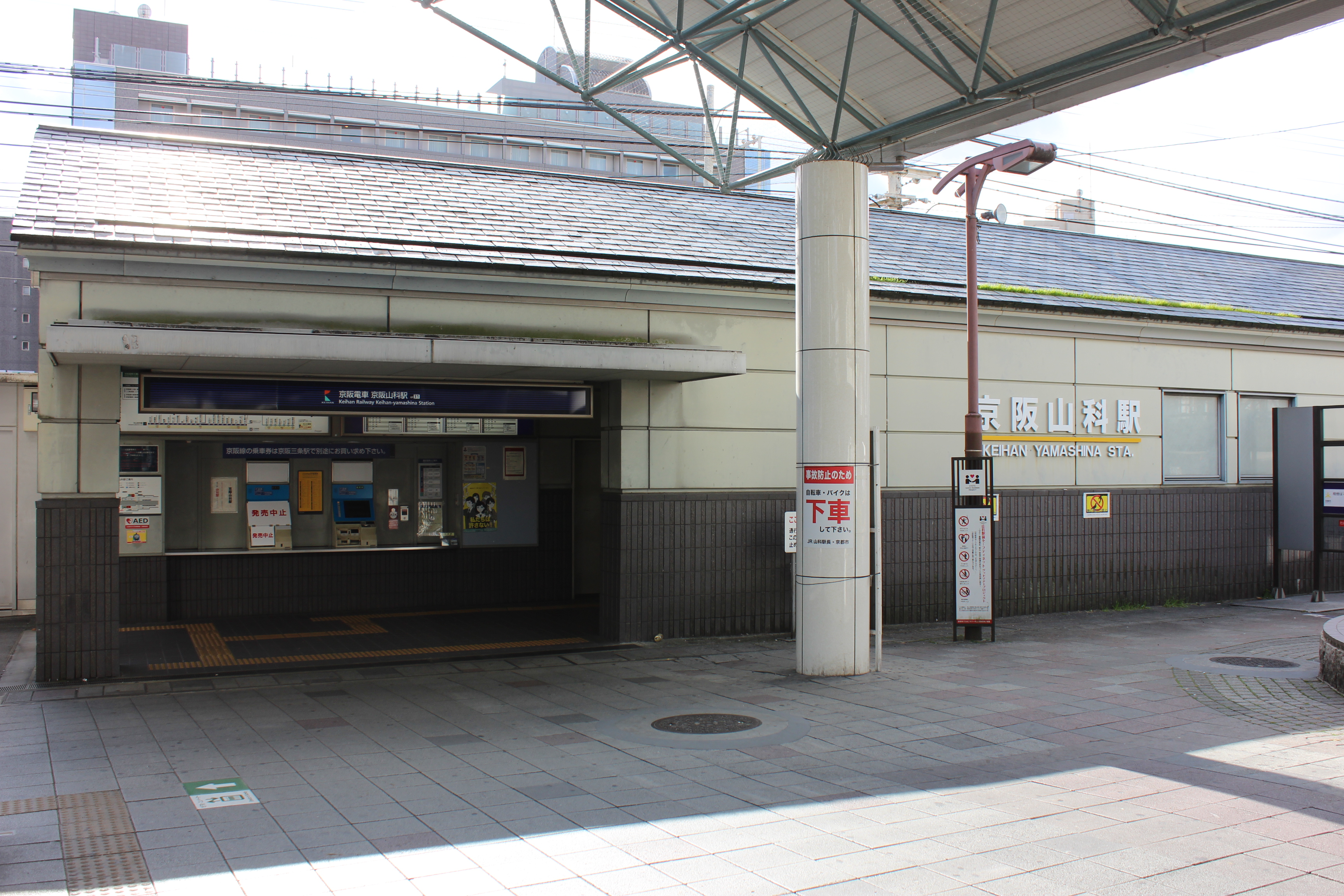
北口（2020年12月）

## 歷史
- 1912年（大正元年）8月15日 - 京津电气轨道三条大桥-札辻间开通时作为毘沙门道站开业。
- 1921年（大正10年）8月13日 - 改称为山科站前车站。
- 1925年（大正14年）2月1日 - 因公司合并成为（旧）京阪电气铁道京津线的车站。
- 1934年（昭和9年）4月12日 - 将车站移至70米京都一侧，建造了待避线，成为岛式站台2面4线的可缓急连接车站。
- 1943年（昭和18年）10月1日 - 因公司合并成为京阪神急行电铁的车站。
- 1949年（昭和24年）12月1日 - 由于公司分离，成为（现在）京阪电气铁道的车站。
- 1953年（昭和28年）4月1日 - 改名为京阪山科站。
- 1955年（昭和30年）8月20日 - 国铁站侧新设东检票口。
- 1973年（昭和48年） - 站台从之前的岛式2面4线缩小为相对式2面2线。
- 1977年（昭和52年）8月15日 - 大津线首次设置了售票机。
- 1994年（平成6年）4月6日 - 东检票口临时车站化。
- 1996年（平成8年） - 随着地铁东西线的开通，车站进行了改良工程，伴随着东检票口的改建以及列车的4节编组化，站台有效长度的延长（2节到4节）。
- 2002年（平成14年）1月15日 - 开始使用自动检票机。
- 2007年（平成19年）4月1日 - 可以使用IC卡“PiTaPa”。
- 2008年（平成20年）8月 - 接受医疗法人捐赠，设置了自动体外式除颤器（AED）。

### 第一次也是最后一次从滨大津出发，开往京阪山科的电车
1997年（平成9年）10月11日是京津三条-御陵间3.9km的最终营业日。在京津三条最后的列车（开往滨大津的准急）发车后的22点14分以后，御陵-京阪山科之间进行了线路切换，该区间除了由京阪巴士代替运输之外，京阪山科-滨大津之间还使用600形式及260形式确保了铁路运输。此时，临时设置了“濱大津京阪山科”的方向盘运行。这天的最后一班电车运行后，600形式为了向1500 V的升压而被运送到锦织车库，并且260形式被运送到了作为直到解体为止的停留场所九条山车站附近。

## 車站構造

### 车站结构

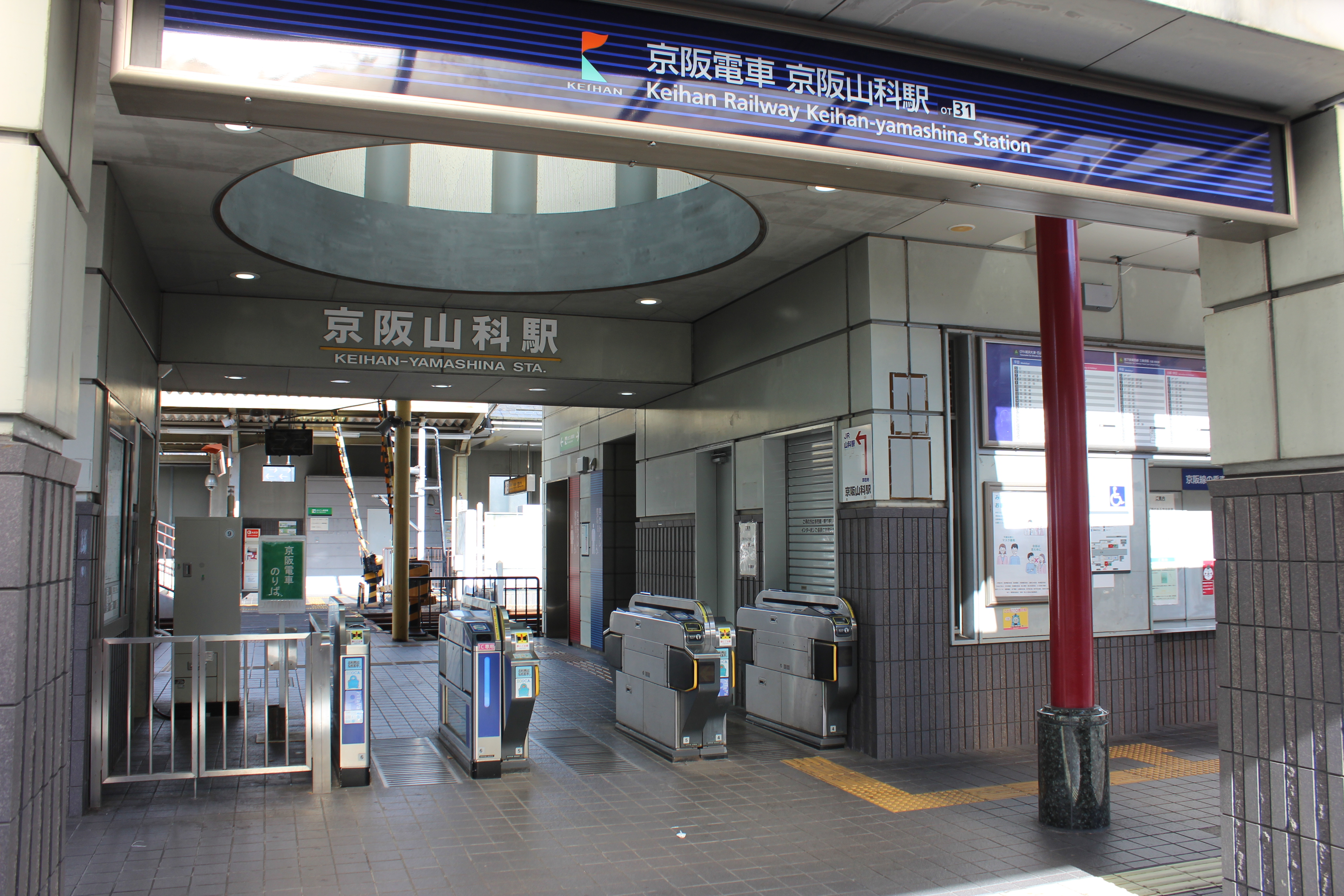
南驗票口（2020年12月）

本站為拥有相对式2面2线站台的地上车站。站內的驗票口分别设置在上下线站台的琵琶湖滨大津附近，並在站内道口进行联络。本站過去曾设置供“琵琶号”使用的超车线，撤去后变成了先发先到的平行運行圖。
本站和大津线的其他车站一样，無法购买京阪本线各站的联运车票。但京都市营地下铁乌丸线的丸太町站和四条站等的联络乘车券是可以购买的，为了防止误购，写了注意事项。
此站的南面坐落著京阪巴士的终点站，山科各地的住宅区和醍醐、六地藏方向的交通工具。该终点站曾位于京阪铁路北侧的JR车站之间的狭窄场所，並随着再开发而转移。

### 月台配置
| 月台 | 路線    | 方向 | 目的地                                 | 備註                                         |
| ---- | ------- | ---- | -------------------------------------- | -------------------------------------------- |
| 1    | ▲京津線 | 下行 | 地下鐵東西線 三條京阪方向              | 御陵站直通東西線                             |
| 2    | ▲京津線 | 上行 | 琵琶湖濱大津、石山寺、坂本比叡山口方向 | 石山寺・坂本比叡山口方面在琵琶湖濱大津站換乘 |

2018年3月，官方网站的车站内图上如上述所示标记了乘车号码。下行月台在南检票口一侧，上行月台在北检票口一侧。月台過去為1節編組长，接着是2節編組长的月台，地铁东西线开通时向西方延伸而变成4節編組。
- 上下车乘客数：1日431人（2009年11月10日调查）

## 相鄰車站
京阪電氣鐵道
▲京津線
御陵（T08）－京阪山科（OT31）－四宮（OT32）

## 外部連結
- 京阪山科 - 京阪電氣鐵道